# Juan Sánchez-Azcona y Díaz Covarrubias
Juan Sánchez-Azcona y Díaz Covarrubias (* 13. Januar 1876 in Mexiko-Stadt; † 18. Mai 1938) war ein mexikanischer, Journalist, Verleger, Professor, Senator und Botschafter.

## Leben
Juan Sánchez Azcona y Díaz Covarrubias Mutter verstarb als er sechs Monate alt war. Nach der Grundschule begleitete er seinen Vater Juan Sánchez Azcona, einen Juristen, der am 6. Dezember 1879 zum Gesandten ernannt wurde und vom 20. April 1880 bis 20. August 1888 bei der italienischen Regierung am Quirinal akkreditiert war. Dieser schickte ihn auf ein Internat in das Deutsche Reich. Ab 1892 studierte er dann an der Sorbonne Sozialwissenschaft sowie Politikwissenschaft und lernte Francisco Madero, Émile Zola sowie den mexikanischen Konsul in Paris Ignacio Manuel Altamirano kennen.
1894 kehrte er nach Mexiko zurück, fand Arbeit in einem Bankhaus und war journalistisch tätig. Seine erste Zeitung mit der Titel El Tipo hatte er bereits als Kind vervielfältigt und im Familienkreis vertrieben. Als Schüler im Deutschen Reich verlegte er eine Zeitung mit dem Titel Der Freundeskreis. In Mexiko lieferte er nun Beiträge zu Literaturzeitschriften wie Revista Azul, El Mundo Ilustrado, La Revista moderna sowie für Zeitschriften wie El Partido Liberal, Nacional, El universal und EL Imparcial.

### 1904–1915
1904 wurde er in den Kongress der Union Mexiko gewählt, wo er in der 13. und 14. Legislaturperiode bis 1908 Abgeordneter war. In dieser Zeit hatte er eine Professur für Moderne Sprache an der Escuela Superior de Comercio y Administración inne, gründete eine der Partido Liberal Mexicano nahestehende liberale Zeitung, war 1906 in der Geschäftsleitung der Zeitung El Diario, die die Koalitionsfreiheit von Arbeitern befürwortete. 1907 berichtet er über einen Streik in einem Textilbetrieb in Río Blanco (Veracruz), womit er das Sekretariat für auswärtige Beziehungen verärgerte. Die Regierung von Porfirio Diaz beantragte mit dem Vorwurf des Geheimnisverrates den Ausschluss aus dem Bundesparlament. In seinem Redebeitrag zur Abstimmung über seinen Ausschluss verteidigte Sanchez Azcona das Recht auf Meinungsfreiheit und in der Abstimmung wurde der Antrag der Regierung einstimmig abgelehnt. Das Secretaría de Educación Pública besetzte seine Professur für Deutsch, Französisch und Italienisch anderweitig, worauf er nach New Mexico migrierte und in der Opposition um Francisco Madero, gegen Porfirio Díaz aktiv wurde. Nachdem Madero seine Kandidatur um die Präsidentschaft bekannt gab, verlegte Sánchez Azcona in San Antonio die zweite Auflage der Zeitschrift México Nuevo und war Mitglied der Redaktion des Plan de San Luis mit dem 1910 zum bewaffneten Kampf gegen Porfirio Díaz aufgerufen wurde.
Während der Präsidentschaft von Madero war er dessen Privatsekretär. Er saß 1912 den Debatten des Wahlrates der 16. Legislaturperiode vor und gründete die Zeitschrift Nueva Era. Francisco Madero wurde am 22. Februar 1913 im Auftrag von Victoriano Huerta ermordet. Am 6. Januar 1914 wurde Sánchez Azcona von Venustiano Carranza, Befehlshaber des Ejército Constitucionalista zum Agente Confidencial (Vertrauensmann) für Europa ernannt. Nachdem in Europa am 1. August 1914 der Erste Weltkrieg begann, wurde am 22. September 1914 seine Residenz mit Madrid konkretisiert. Auf dem Weg nach Madrid zeichnete er mit Miguel Covarrubias Acosta am 21. Oktober 1915 die Entgegennahme der Wertsachen des mexikanischen Finanzierungsgesellschaft in London ab.

### 1916–1938
Nachdem Venustiano Carranza sich als Präsident durchgesetzt hatte, ernannte er 1916 Sánchez Azcona zu seinem Ministre plénipotentiaire (Gesandter) bei der Regierung von Alfons XIII., Raymond Poincaré, Viktor Emanuel III. und dem besetzten Belgien. Am 17. April 1917 trat er von seinem Botschafteramt in Europa zurück, da er für Mexiko-Stadt in den Senat der Union Mexiko gewählt worden war. In der Amtszeit von Álvaro Obregón, von 1920 bis 1924 war er im Secretaría de Relaciones Exteriores beschäftigt. Sánchez Azcona sah während des Guerra Cristera im Dedazo von Obregón für Plutarco Elías Calles einen Verstoß gegen das Verbot der Wiederwahl und wurde Parteigänger des Kandidaten General Arnulfo R Gomez (* 1890 in Navojoa Sonora; † 1927), welcher im Mai 1927 bei einem Putschversuch ums Leben kam. In der Folge sah er sich gezwungen bis Februar 1930 nach Havanna zu emigrieren. Die letzten acht Jahre seines Lebens widmete er wieder dem Journalismus. Er begann die dritte Auflage der Zeitschrift México Nuevo und war Mitarbeiter der Zeitschriften Humanitas und El Universal.
| Vorgänger                 | Amt | Nachfolger                                                      |
| ------------------------- | --- | --------------------------------------------------------------- |
| Amado Nervo               | mexikanischer Gesandter in Madrid Am 6. Januar 1914 ernannt vom 30. September 1914 bis 16. März 1916 Agente Confidencial, am 16. März zum Botschafter ernannt vom 13. Juni 1916 bis 18. Oktober 1917 bei den Regierungen von Frankreich, Italien, Vereinigtes Königreich, Belgien und Spanien akkreditiert. | Amado Nervo                                                     |
| Isidro Fabela             | mexikanischer Agente Confidencial in London vom 4. August 1915 bis 21. Oktober 1915. | Felix F. Palavicini (* 31. März 1881 in Teapa, Tabasco; † 1952) |
| Miguel Covarrubias Acosta | mexikanischer Agente Confidencial in Berlin am 4. August 1915 ernannt bis 19. April 1916 | Rafael Zubarán Capmany                                          |
| Isidro Fabela             | mexikanischer Agente Confidencial in Paris am 4. August 1915 ernannt bis 16. März 1916 Agente Confidencial am 16. März 1916 zum Botschafter befördert vom 24. Juli 1916 bis 2. Dezember 1918 akkreditiert, am 15. Dezember 1918 verließ er Frankreich.                                                      | Rodolfo Minetti                                                 |

| Vorgänger                        | Amt | Nachfolger                          |
| -------------------------------- | --- | ----------------------------------- |
| Isidro Fabela                    | mexikanischer Agente Confidencial in Stockholm am 4. August 1915 ernannt, am 9. Oktober 1916 wurde er zur Berichterstattung nach Mexiko gerufen. | Rafael Zubarán Capmany              |
| Isidro Fabela                    | mexikanischer Gesandter in Brüssel vom 4. August 1915 bis 2. März 1916 Agente Confidencial, am 16. März zum Botschafter ernannt vom 2. September 1916 bis 17. April 1917 bei den Regierungen von Frankreich, Italien, Vereinigtes Königreich, Belgien und Spanien akkreditiert. | José Gaxiola y del Castillo Negrete |
| Isidro Fabela                    | Mexikanischer Botschafter in Sankt Petersburg am 4. August 1915 ernannt bis 17. April 1917 | Basilio Vadillo                     |
| Gonzalo Aurelio Esteva y Landero | Mexikanischer Botschafter in Rom am 6. Januar 1914 ernannt bis 7. März 1916 Agente Confidencial am 16. März 1916 zum Botschafter befördert vom 2. September 1916 bis 17. April 1917 akkreditiert.                                                                               | Eduardo Hay                         |